# Stictopisthus nemoralis
Stictopisthus nemoralis là một loài tò vò trong họ Ichneumonidae.